# Mogán
Mogán ist eine Gemeinde auf der Kanarischen Insel Gran Canaria.  Sie hat 21.175 Einwohner (Stand: 2024) auf einer Fläche von 172,43 km².

## Geografie
Die Gemeinde Mogán liegt im Südwesten von Gran Canaria. Die Nachbargemeinden sind Tejeda im Norden, San Bartolomé de Tirajana im Osten und San Nicolás de Tolentino im Nordwesten. Der Hauptort der Gemeinde, das Dorf Mogán, liegt im Barranco de Mogán, das als eines der fruchtbarsten und landschaftlich reizvollsten Täler von Gran Canaria gilt. Im Ort Mogán selbst, der sich als langgezogene Siedlung inmitten von fruchtbarem Kulturland am Rande steiler Berghänge entwickelt hat, leben rund 700 Menschen. Zahlreiche Häuser sind von üppigen Gärten umgeben und bilden somit einen Faktor für den starken Andrang von Touristen. Die Gärten konnten in ihrer Vielfalt nur aufgrund des Wasserreichtums im Barranco de Mogán angelegt werden, was auch für die überwiegend kleinen Felder im Tal gilt, auf denen Zitronen, Mangos, Papayas, Auberginen und Bananen reifen. In großen Gewächshäusern werden überwiegend für den Export bestimmte Schnitt- und Zierblumen gezüchtet. Der Barranco de Mogán wurde 2005 von der UNESCO zum Biosphärenreservat erklärt.
Entlang der Küstenstraße sind in vielen Tälern kleine Orte mit Touristenhotels entstanden. Für mindestens einen der Strände wurde Sand aus der Westsahara beschafft.

## Ortsteile
- Arguineguín
- Playa de Mogán
- Playa del Cura
- Puerto de Mogán
- Puerto Rico de Gran Canaria
- Taurito
- Tauro

## Einwohner
| Jahr | Einwohner | Bevölkerungsdichte |
| ---- | --------- | ------------------ |
| 1970 | 4.919     | –                  |
| 1981 | 6.608     | –                  |
| 1991 | 8.688     | –                  |
| 1996 | 10.398    | –                  |
| 2001 | 12.444    | 72,3 Ew./km²       |
| 2002 | 15.935    | –                  |
| 2003 | 15.932    | 98,1 Ew./km²       |
| 2004 | 15.176    | 88,2 Ew./km²       |
| 2005 | 15.953    | 92,5 Ew./km²       |
| 2016 | 21.049    | 122 Ew./km²        |

## Persönlichkeiten
- María Núñez Nistal (* 1988), Handballspielerin